# Balcanizare

Istoria teritorială a Balcanilor între 1796 și 2008

Balcanizarea este un termen geopolitic folosit inițial pentru descrierea procesului de fragmentare/divizare a unei regiuni în regiuni mai mici care de multe ori se dușmănesc sau nu cooperează. Termenul a apărut după conflictele din secolul al XX-lea din Balcani. Primul proces de balcanizare a fost considerat a fi războaiele balcanice, iar termenul a revenit în forța în prim planul vieții politice odată cu războaiele din Iugoslavia. 
Termenul este folosit câteodată pentru descrierea diversificării în timp a limbilor, limbajelor de programare sau a formatelor fișierelor. 
Mai de curând, termenul a fost folosit în urbanismul american pentru descrierea procesului de crearea a orașelor particulare. 

## Galerie de imagini

Imagini referitoare la subiect
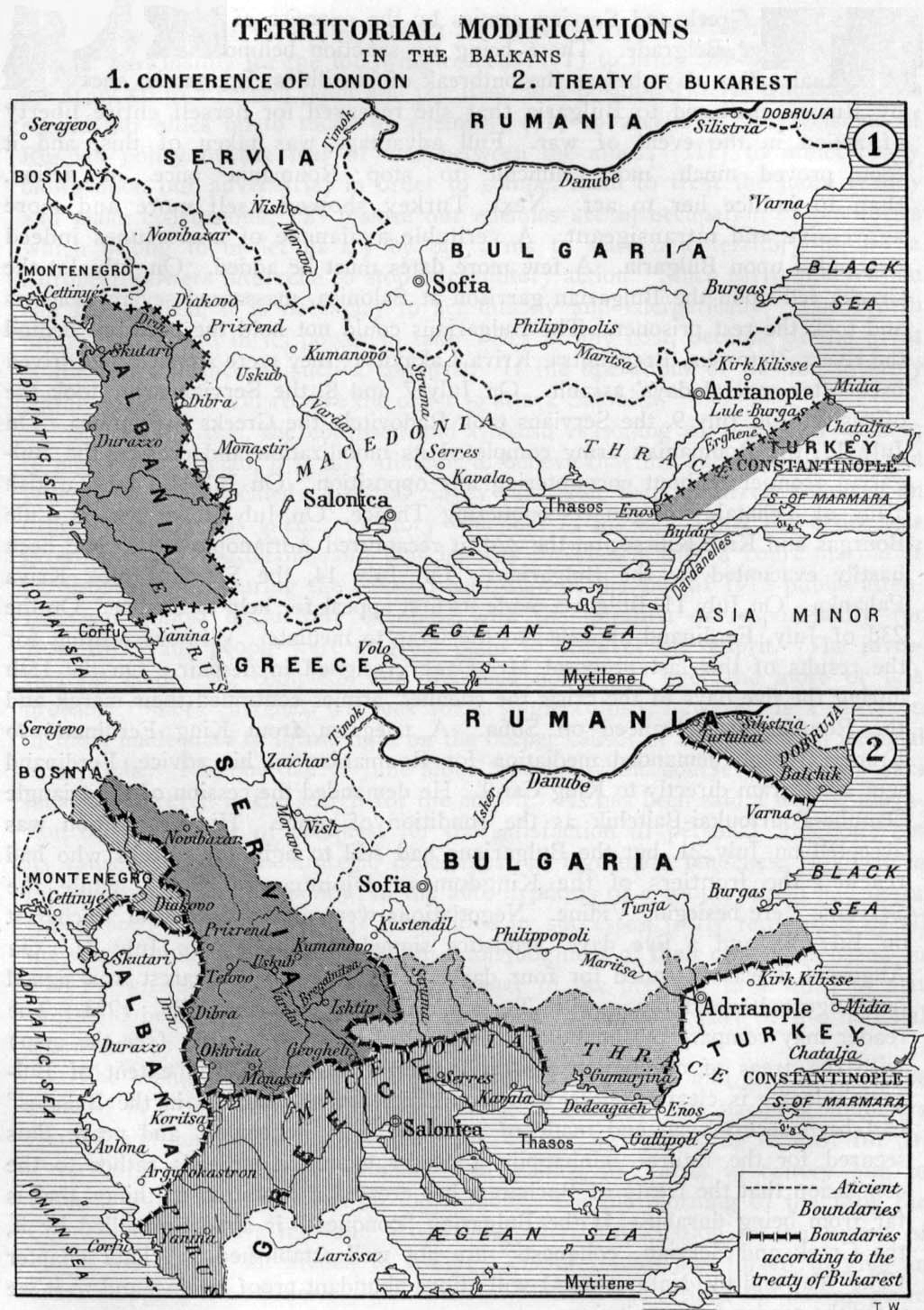
Redesenarea graniţelor naţionale după războaiele balcanice
Destrămarea Iugolaviei